# Ubåtsmuseum U-434, Hamburg

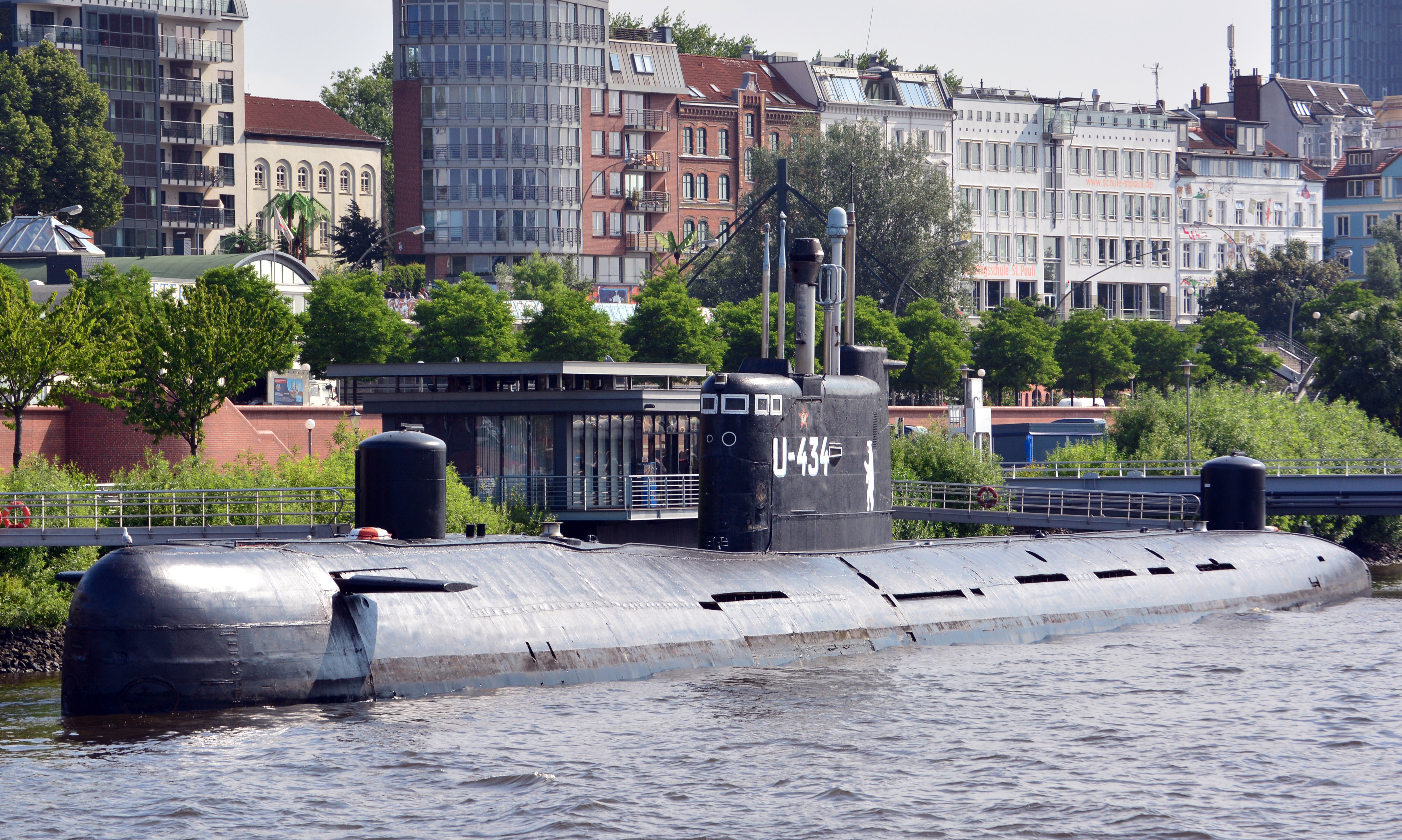
Ubåtsmuseum U-434 i Hamburgs hamn

Ubåtsmuseum U-434 finns inuti en ubåt i stadsdelen Altona-Altstadt, Hamburg. Ubåten byggdes år 1976 för Sovjetunionens flotta och var i bruk ända fram till 2001. Ubåten användes för att spionera och kunde ha en 78-mannabesättning. HADAG-färjorna går från Landungsbrücken till båthållplatsen Altona (Fischmarkt) som ligger nära museet.

## Bilder

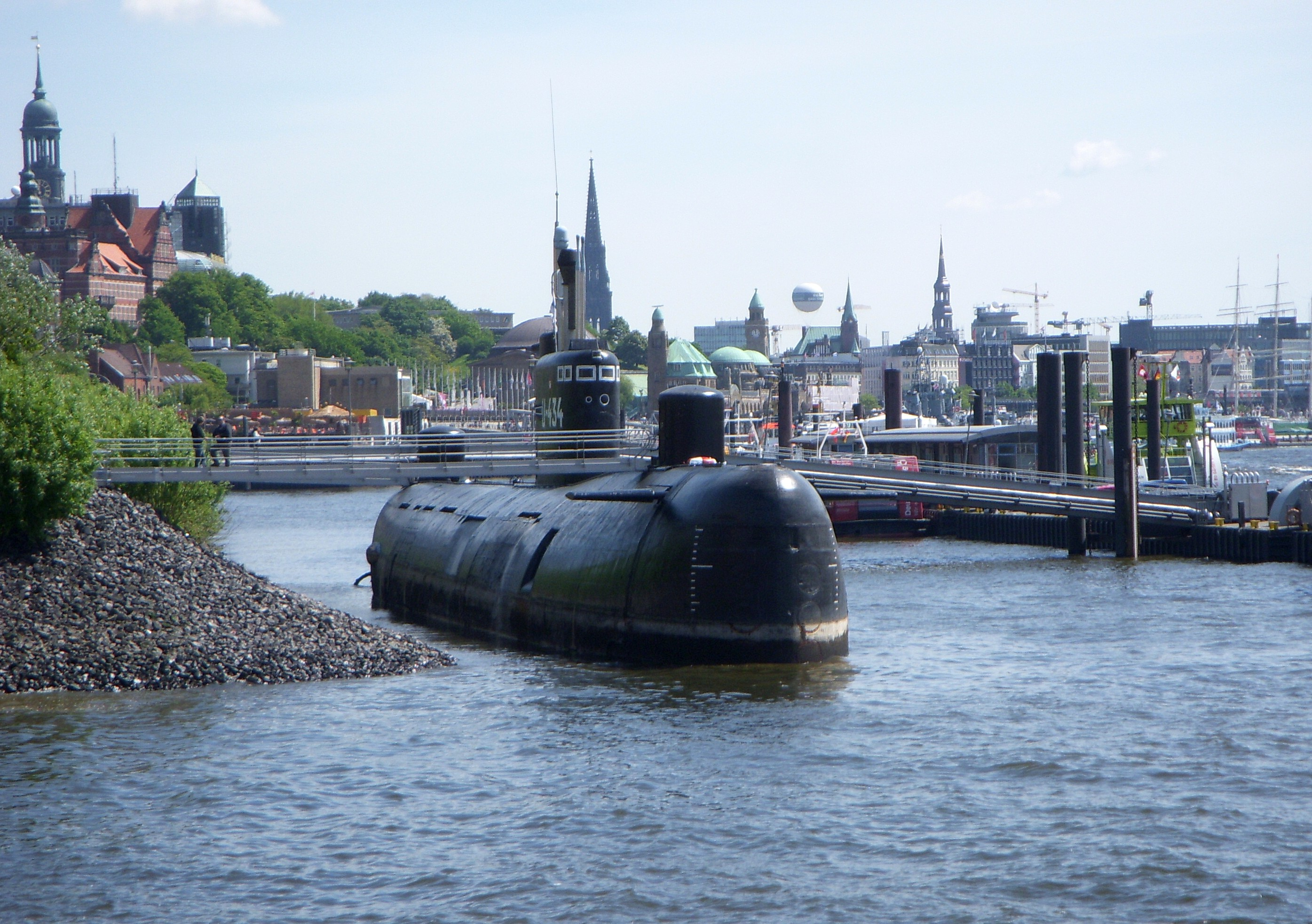
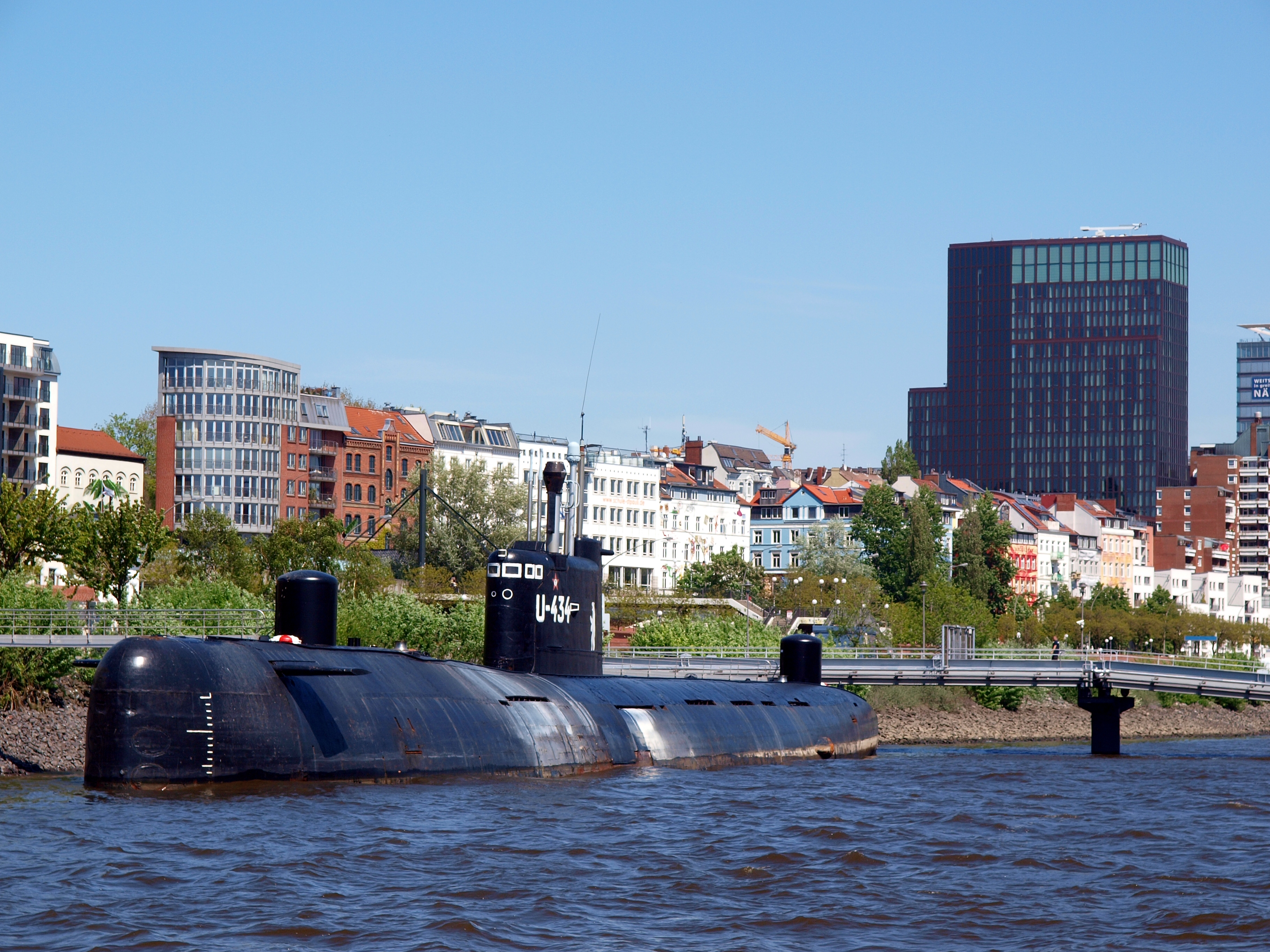
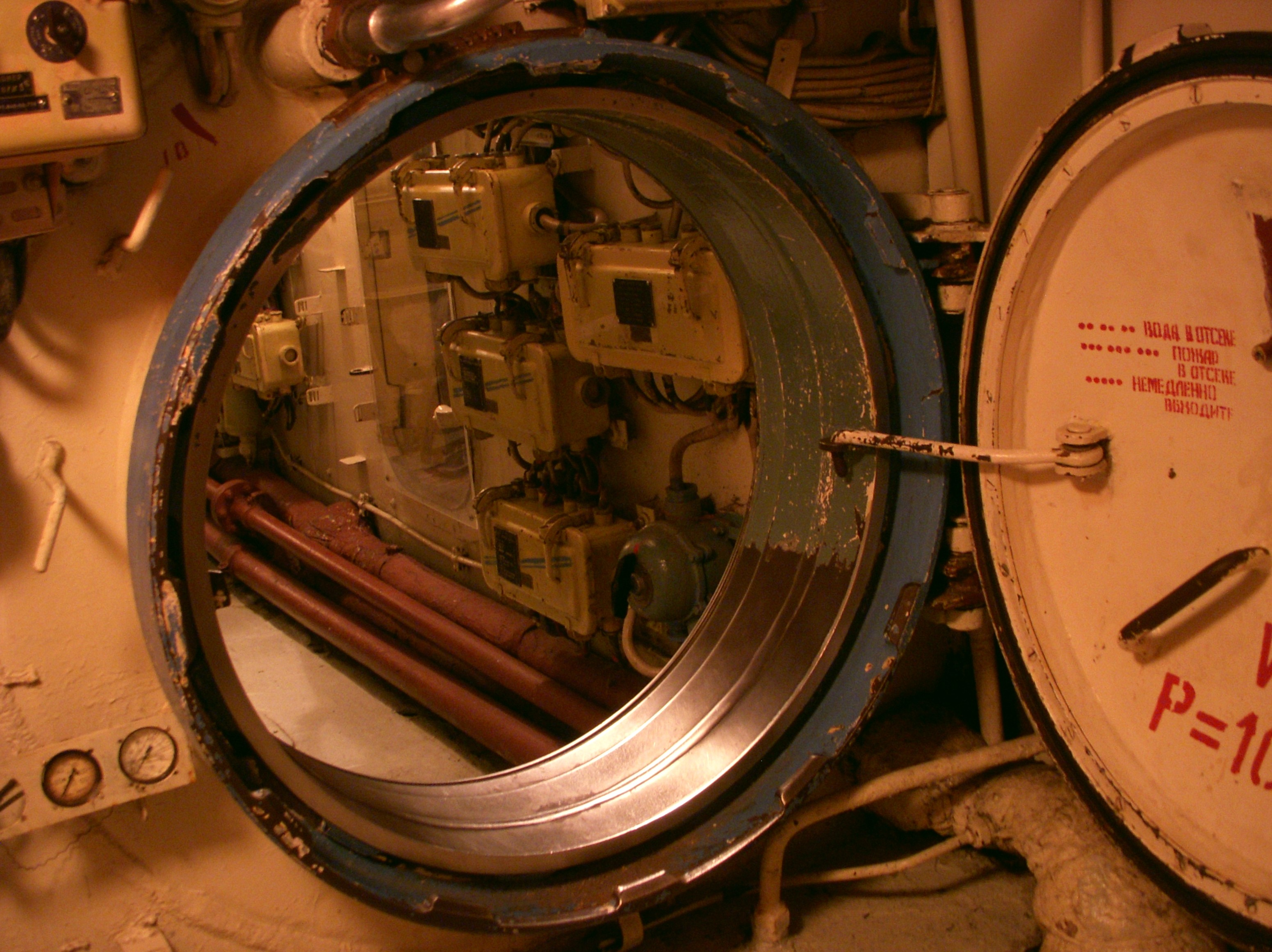
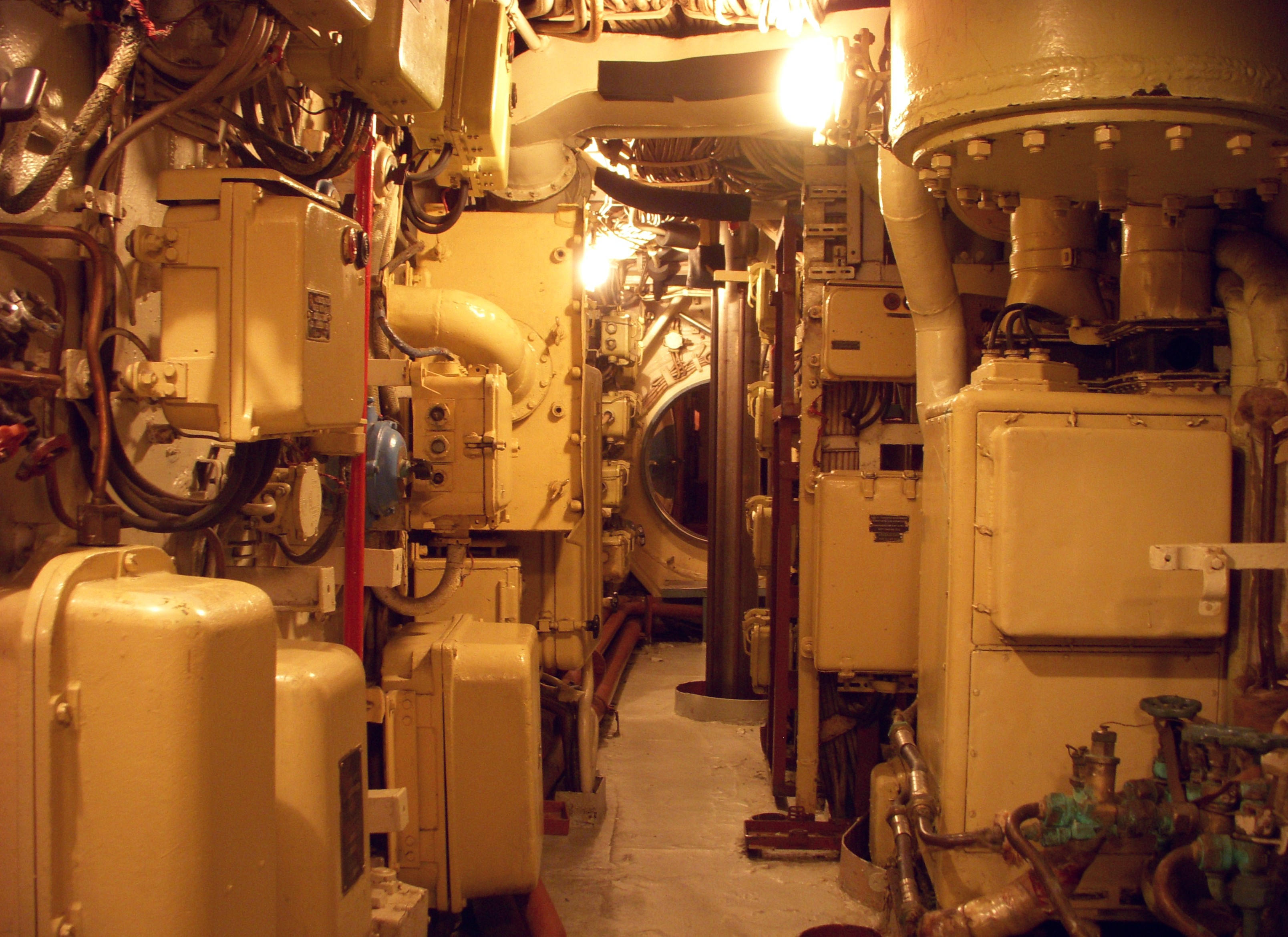

## Källa
- Jürgen Helfricht: U-434. Russlands Spionage-U-Boot in Hamburg. Husum 2013